# Poén Péntek
A Poén Péntek az m1 2011-es magyar komédia-antológiasorozata. A 2011. októberi struktúraváltáskor indult sorozat olyan műsorok első adásait foglalja magában, mint a Van képünk hozzá, a Szálka, avagy Bagi és Nacsa megakad a torkán, a L’art pour l’art Társulat új műsora, a Banán, pumpa, kurbli és a Szájhősök. A Poén Péntek péntek esténként 20.15-kor jelentkezett, majd a Marslakók 2012. márciusi indulása után 20.40-kor, kivéve a Szájhősök, mely „16 éven aluliaknak nem ajánlott” besorolása miatt helyet cserél az azt követő Mindenből egy van című műsorral. A 2012-es labdarúgó-Európa-bajnokság utáni nyári visszatérésekor ismét 20.15-kor kezdődtek az adások. Az Origo 2012. márciusi összefoglalójában a három legsikeresebb MTV-s műsor közé sorolta – a Magyarország, szeretlek! és a Maradj talpon! mellett. A blokk 2012. decemberig sugárzott, 2013 januárjától a Maradj talpon! helyett jelentkező Humoróra váltotta fel, ami a Poén Péntek műsorai mellett a Beugró régi adásait és Balázs Péter Nevetni kell, ennyi az egész című műsorát is adta, de később ez is megszűnt. Műsorai közül a Szálka maradt meg, amely a DTK – D. Tóth Kriszta Show helyét kapta meg, kéthetente csütörtökönként jelentkezik.

## Epizódok
| Dátum                | Cím                                          | Epizód          |
| -------------------- | -------------------------------------------- | --------------- |
| 2011. október 7.     | Banán, pumpa, kurbli                         | 1. rész         |
| 2011. október 14.    | Szálka, avagy Bagi és Nacsa megakad a torkán | 1. rész         |
| 2011. október 21.    | Van képünk hozzá                             | 1. rész         |
| 2011. október 28.    | Banán, pumpa, kurbli                         | 2. rész         |
| 2011. november 11.   | Szálka, avagy Bagi és Nacsa megakad a torkán | 2. rész         |
| 2011. november 18.   | Van képünk hozzá                             | 2. rész         |
| 2011. december 9.    | Banán, pumpa, kurbli                         | 3. rész         |
| 2011. december 16.   | Szálka, avagy Bagi és Nacsa megakad a torkán | 3. rész         |
| 2011. december 23.   | Van képünk hozzá                             | 3. rész         |
| 2011. december 30.   | Válogatás                                    | (15:30)         |
| 2011. december 30.   | Van képünk hozzá                             | 4. rész         |
| 2012. január 6.      | Szálka, avagy Bagi és Nacsa megakad a torkán | (ism.)          |
| 2012. január 13.     | Banán, pumpa, kurbli                         | (ism.)          |
| 2012. február 3.     | Szálka, avagy Bagi és Nacsa megakad a torkán | 5. rész         |
| 2012. február 10.    | Van képünk hozzá                             | 5. rész         |
| 2012. február 17.    | Szájhősök                                    | 1. rész         |
| 2012. február 24.    | Szálka, avagy Bagi és Nacsa megakad a torkán | 6. rész         |
| 2012. március 2.     | Banán, pumpa, kurbli                         | 5. rész         |
| 2012. március 9.     | Van képünk hozzá                             | 6. rész         |
| 2012. március 16.    | Szájhősök                                    | 2. rész         |
| 2012. március 23.    | Szálka, avagy Bagi és Nacsa megakad a torkán | 7. rész         |
| 2012. március 30.    | Banán, pumpa, kurbli                         | 6. rész         |
| 2012. április 13.    | Van képünk hozzá                             | 7. rész         |
| 2012. április 20.    | Retró kabaré                                 | 3. rész         |
| 2012. április 27.    | Szálka, avagy Bagi és Nacsa megakad a torkán | 8. rész         |
| 2012. május 4.       | Banán, pumpa, kurbli                         | 7. rész         |
| 2012. május 11.      | Van képünk hozzá                             | 8. rész         |
| 2012. május 18.      | Retró kabaré                                 | 4. rész         |
| 2012. május 25.      | Szálka, avagy Bagi és Nacsa megakad a torkán | 9. rész         |
| 2012. június 1.      | Banán, pumpa, kurbli                         | 8. rész         |
| 2012. június 29.     | Van képünk hozzá                             | 9. rész         |
| 2012. július 6.      | Szálka, avagy Bagi és Nacsa megakad a torkán | (ism., 7. rész) |
| 2012. július 13.     | Szálka, avagy Bagi és Nacsa megakad a torkán | (ism., 8. rész) |
| 2012. július 20.     | Szálka, avagy Bagi és Nacsa megakad a torkán | (ism., 9. rész) |
| 2012. augusztus 17.  | Szálka, avagy Bagi és Nacsa megakad a torkán | (ism., 2. rész) |
| 2012. augusztus 24.  | Szálka, avagy Bagi és Nacsa megakad a torkán | (ism., 5. rész) |
| 2012. augusztus 31.  | Szálka, avagy Bagi és Nacsa megakad a torkán | (ism.)          |
| 2012. szeptember 7.  | Szálka, avagy Bagi és Nacsa megakad a torkán | (ism.)          |
| 2012. szeptember 14. | Szálka, avagy Bagi és Nacsa megakad a torkán | (ism.)          |
| 2012. szeptember 21. | Szálka, avagy Bagi és Nacsa megakad a torkán | 10. rész        |
| 2012. szeptember 28. | Retró kabarén                                | 5. rész         |
| 2012. október 5.     | Van képünk hozzá                             | 10. rész        |
| 2012. október 12.    | Retró kabaré                                 |                 |
| 2012. október 19.    | Szálka, avagy Bagi és Nacsa megakad a torkán | 11. rész        |
| 2012. október 26.    | Retró kabaré                                 | 6. rész         |
| 2012. november 9.    | Van képünk hozzá                             | 11. rész        |
| 2012. november 16.   | Szálka, avagy Bagi és Nacsa megakad a torkán | 12. rész        |
| 2012. november 23.   | Retró kabaré                                 | 7. rész         |
| 2012. november 30.   | Van képünk hozzá                             | best of         |
| 2012. december 7.    | Retró kabaré                                 | 8. rész         |
| 2012. december 14.   | Szálka, avagy Bagi és Nacsa megakad a torkán | 13. rész        |
| 2012. december 21.   | Retró kabaré                                 | 9. rész         |